# Tierärztliches Institut der Georg-August-Universität Göttingen

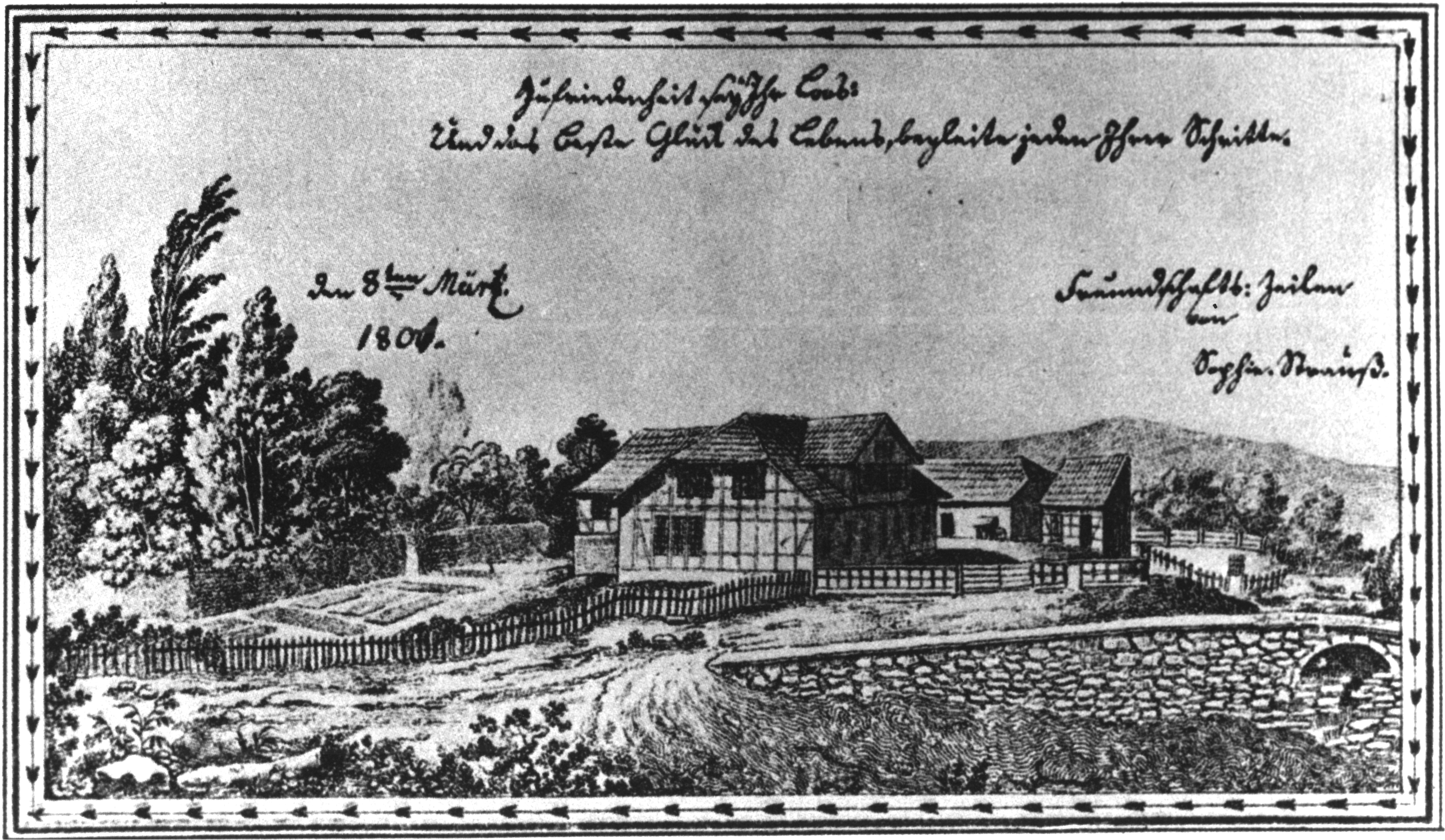
Erster Standort des Tierärztlichen Instituts 1771–1775 am Albani-Kirchhof (Stammbuchblatt um 1800)

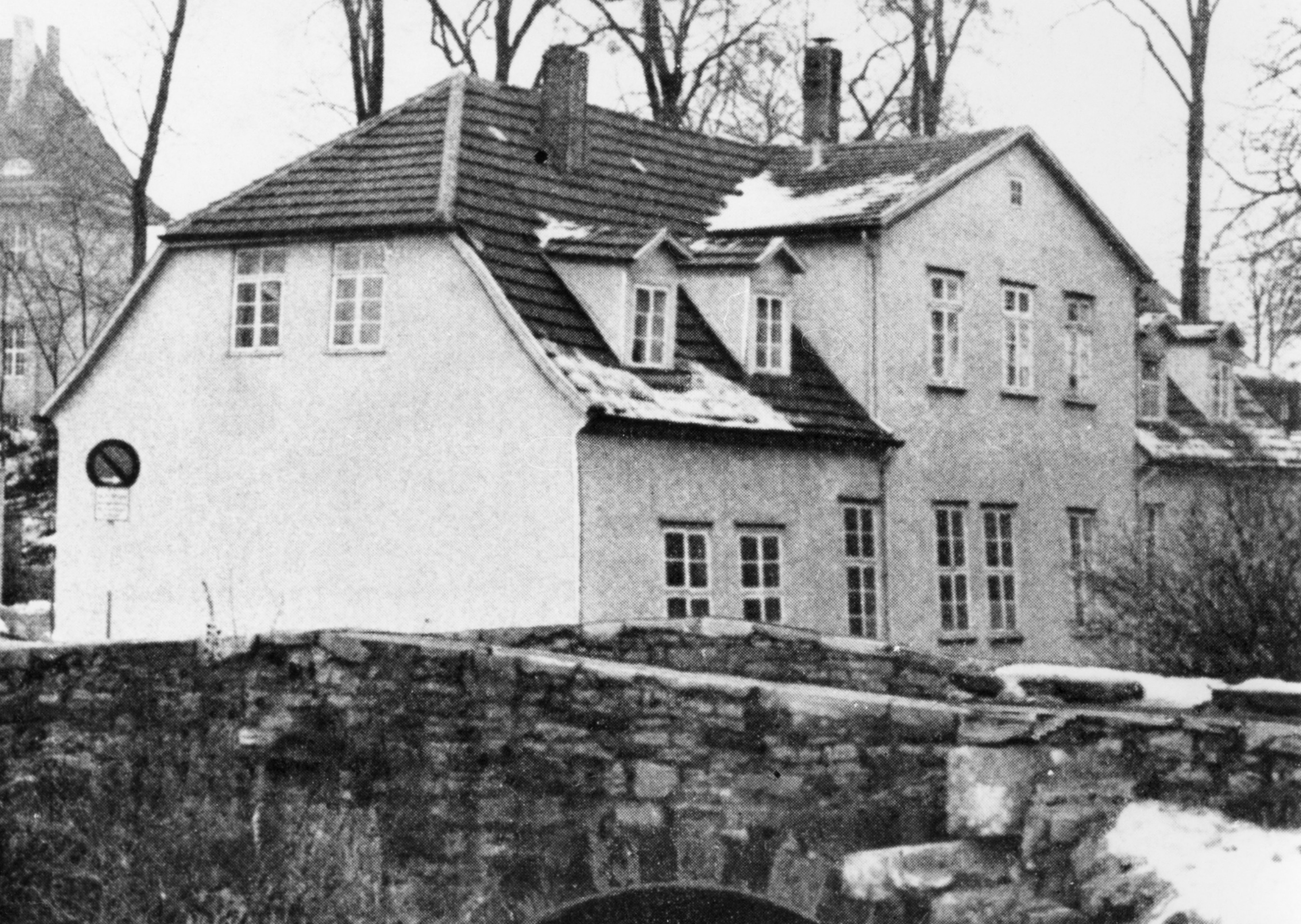
Standort des Tierärztlichen Instituts von 1776–1820 (Waageplatz 4)

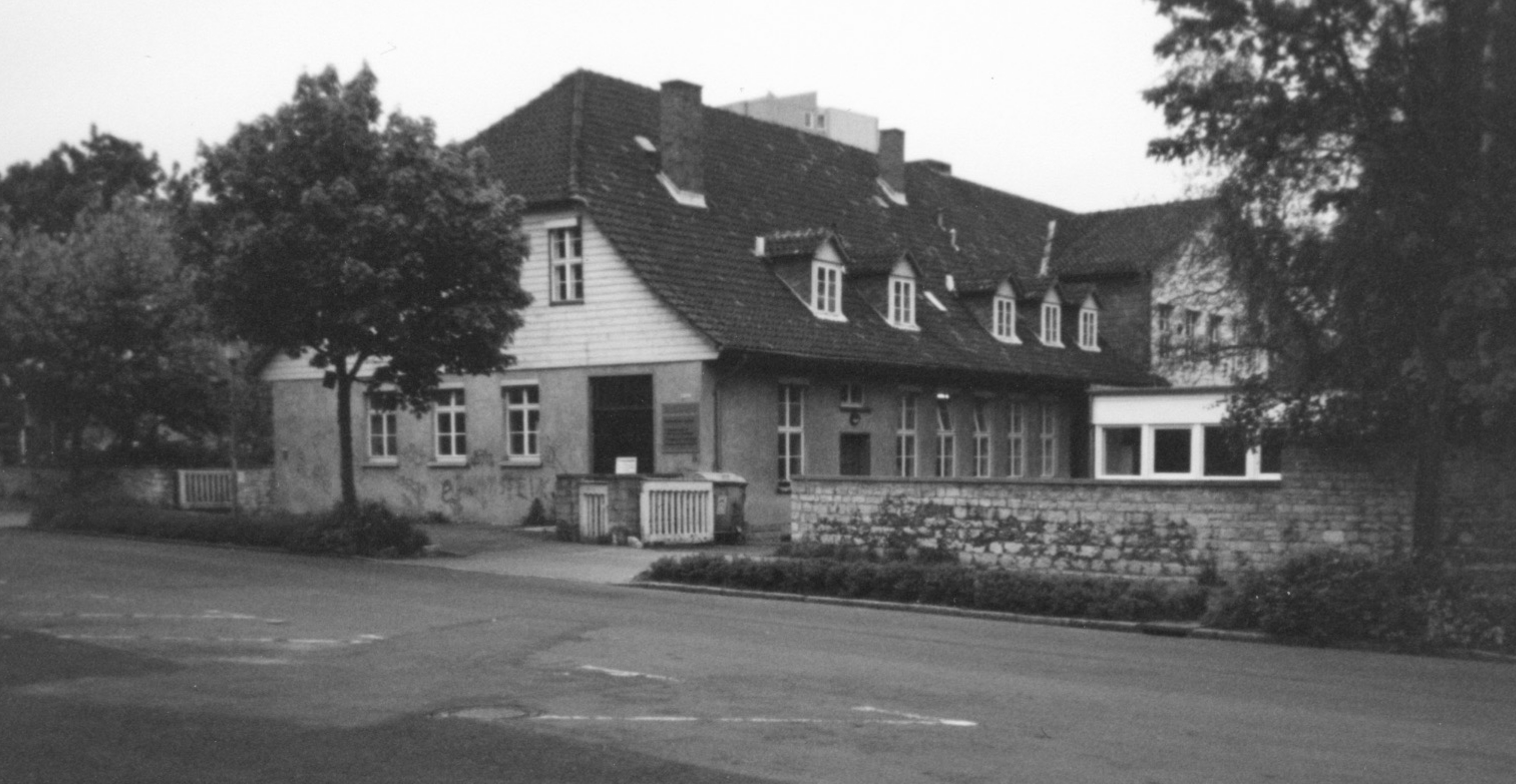
Standort des Tierärztlichen Instituts von 1821–2005 (Groner Landstrasse 2–4, Parkplatz Berliner Straße bis 2013)

Das Tierärztliches Institut (Georg-August-Universität Göttingen) wurde 1771 von Johann Christian Erxleben gegründet und ist damit die erste und älteste universitäre veterinärmedizinische Bildungsstätte Deutschlands. Es hatte sich aus den pferdekundlichen Vorlesungen des Universitätsreitstalls entwickelt, die auch schon die ersten Einrichtungen dieser Art in Europa waren.
Im Laufe seiner Geschichte gehörte das Tierärztliche Institut zur Mathematisch-Naturwissenschaftlichen Fakultät, der Fakultät für Humanmedizin und seit der Gründung der Fakultät für Agrarwissenschaften der Georg-August-Universität Göttingen zu den Agrarwissenschaften. Mit der Strukturänderung der Fakultät für Agrarwissenschaften zum 1. Januar 2009 wurden die Aufgaben des Tierärztlichen Instituts durch eine eigenständige Richtlinie (Amtliche Mitteilungen Nr. 41, 18.12.2008) geregelt. Das Tierärztliche Institut ist seitdem eine Infrastruktureinheit der Fakultät für Agrarwissenschaften.
Direktoren des Tierärztlichen Instituts waren Johann Christian Polycarp Erxleben (1771–1777), Karl Friedrich Lappe (1816–1854), Hubert Jacob Esser (1875–1921), Sigmund Schermer (1922–1955), Eilhard Mitscherlich (1955–1978), Horst-Hermann Schimmelpfennig (1982–1990) und Bertram Brenig seit 1993. In den Jahren nach dem Ausscheiden von Lappe 1854 bis zur Wiederbesetzung des Lehrstuhls für Vieharzneykunde durch Esser 1875 wurde das Tierärztliche Institut von sechs Inspektoren und nebenamtlichen Leitern geführt.
Von 1821 bis 2005 befand sich das Tierärztliche Institut in der Groner Landstraße 2–4 neben dem Zoologischen Institut.
Seit 2005 befindet sich das Tierärztliche Institut am Burckhardtweg 2 auf dem Nord-Campus der Universität Göttingen.
Forschungsschwerpunkte sind derzeit u. a. Genomanalyse bei Haustieren, klinische Molekularbiologie und molekulare Mikrobiologie.